# CSP+
CSP+ est un sigle, employé essentiellement en marketing et en analyses économiques, pour désigner les catégories socioprofessionnelles (CSP) les plus favorisées en France. Les CSP+ intéressent les communicants des produits ou services haut de gamme.

## Description
CSP+ comprend les chefs d'entreprise, les professions libérales, les professions à plus fort revenu du secteur privé (cadres, ingénieurs, chercheurs, etc.) ainsi que l'ensemble des fonctionnaires de catégorie A.  Associée à un fort pouvoir d'achat la notion permet de regrouper de manière approximative la classe moyenne supérieure et les ménages aisés. 
Le terme CSP+ est resté dans l'usage en France, bien que le sigle CSP ait été remplacé par PCS selon la nouvelle nomenclature non hiérarchique des professions et catégories socioprofessionnelles utilisée par l'Insee depuis 1982.
La délimitation de CSP+ suit cette nomenclature  et regroupe plus précisément les chefs d’entreprises, les artisans et commerçants, les cadres, les professions intellectuelles supérieures et les professions intermédiaires.

## Répartition dans la population
En 2019, les CSP+ représentaient 29 % de la population des 15 ans et plus en France métropolitaine, 39 % en Île-de-France et 48 % à Paris.